# Gap generazionale
Conflitto generazionale o gap generazionale indicano il divario di idee, norme culturali e di opportunità che separa una generazione più giovane dalle precedenti. 

## Storia
Il termine fu utilizzato per la prima volta nei paesi occidentali durante gli anni sessanta per descrivere le forti differenze culturali che si erano create fra la generazione dei Baby Boomers e quella dei loro genitori. Anche se alcune di queste differenze generazionali sono sempre esistite, durante questo periodo le differenze fra le due generazioni conseguenti crebbero in modo significativo rispetto al passato, in particolare su argomenti come i gusti musicali, la moda, l'uso di droghe e la politica. Il gap fu più sentito probabilmente anche perché la generazione dei Baby Boomers ebbe dimensioni senza precedenti (dopo la seconda guerra mondiale ci fu un forte incremento delle nascite): il numero diede loro il potere, l'influenza e la potenzialità di ribellarsi contro le norme sociali.

### Anni Venti
Durante quelli che furono chiamati "Gli anni ruggenti" un ampio gap generazionale si verificò in quanto la vecchia generazione, che aveva combattuto in guerra, trovava inappropriato che i giovani andassero nelle sale da ballo ad ascoltare e ballare il jazz, e che le ragazze avessero adottato lo stile garçonne, con gonne corte e taglio di capelli alla maschietta.

### Anni Cinquanta
Gli anni cinquanta furono il periodo in cui nacquero i Baby Boomers, figli dei veterani della seconda guerra mondiale. Furono chiamati "boomers" perché fra gli anni Quaranta e gli anni Cinquanta ci fu un boom demografico dovuto agli sviluppi della medicina, all'introduzione di trattamenti specifici per malattie ad ampio raggio di diffusione, al ritorno a casa dei soldati che poterono così metter su famiglia. I Baby Boomers iniziarono le grandi proteste degli anni Sessanta, nonostante fossero molto biasimati dalla generazione precedente, la quale pensava che volessero oltrepassare ogni convenzione sociale. Questi furono gli anni in cui comparve la musica rock.

### Anni Ottanta
Quella che fu chiamata la "Generazione MTV" può essere considerata una generazione di passaggio fra la Generazione X degli ultimi anni Settanta e la Generazione Y dei primi anni Novanta. Culturalmente, una delle differenze più importanti che creò il Gap fra la Generazione X e la Y fu la promozione della tv via cavo che propose una cultura alternativa a quella degli anni Settanta e, in seguito, l'avvento dell'era telematica.

### Il gap generazionale attuale
Le cause di quest'ultimo gap generazionale si devono cercare e nell'introduzione dei nuovi media e nel disimpegno continuo da parte di genitori e figli di giungere ad un dialogo. La generazione degli over-40, secondo le statistiche, è in forte ritardo tecnologico rispetto ai figli: questo profondo divario di conoscenze è causa, a suo modo, di un distacco sempre più netto tra le parti. I nuovi media offrono la possibilità di comunicazioni uno a molti (one-to-many), uno a uno (one-to-one) e molti a molti (many-to-many): la comunicazione digitale permette una simultaneità intercognitiva delle esperienze collettive che, attualmente, è riservata perlopiù ai giovani.
Un'altra causa di questo divario è dettata dal fatto che molti giovani possiedono una maggior sensibilità a temi come l’educazione ambientale, il riconoscimento della comunità LGBT, i diritti civili, il rispetto delle minoranze e la parità di genere, argomenti che hanno trovato maggior riscontro in questo secolo e che spesso causano attrito tra i giovani e i "vecchi", meno abituati a discutere di tali tematiche e pertanto meno informati.